# St. Altfrid (Hildesheim)

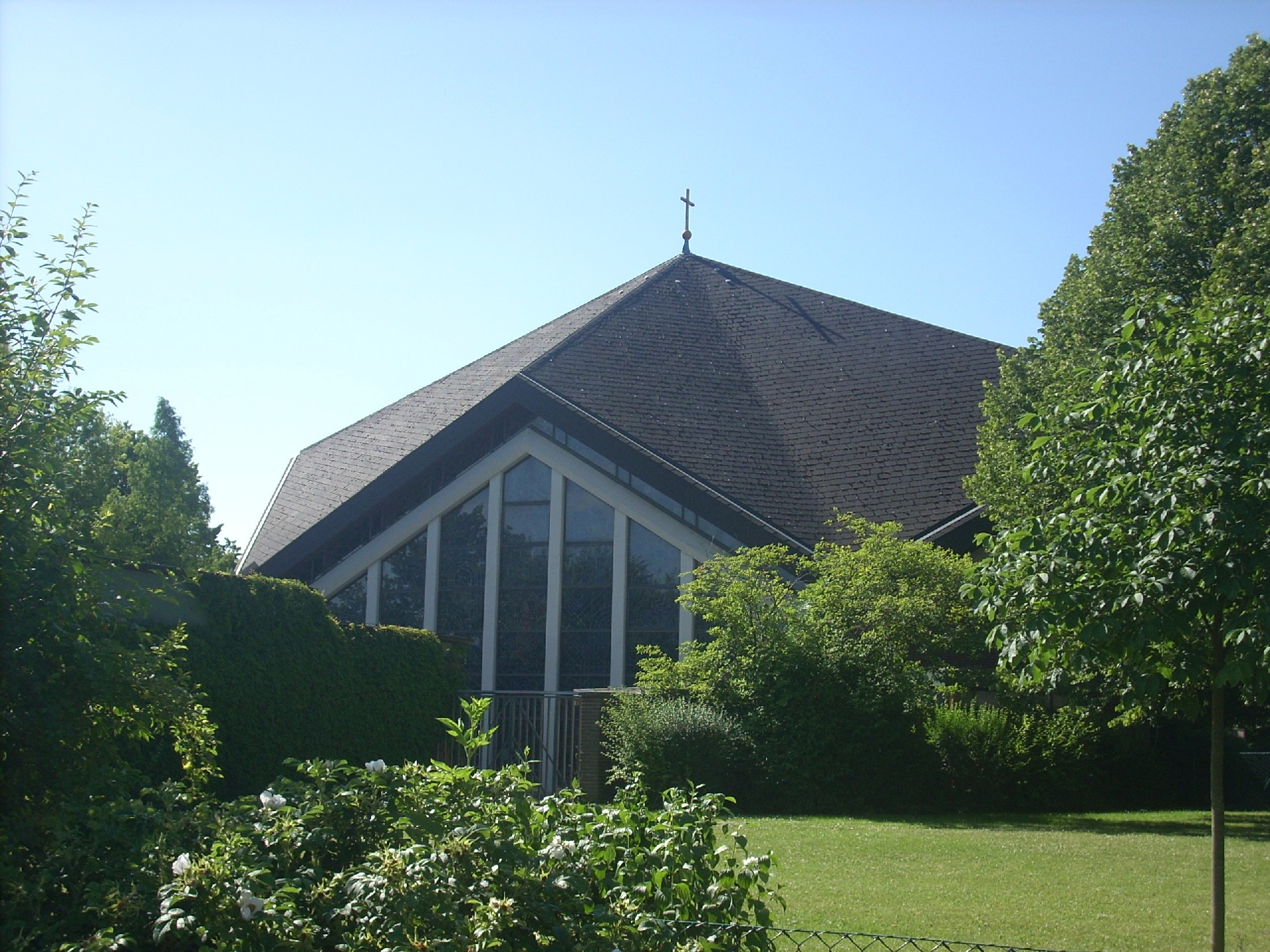
St. Altfrid von Norden

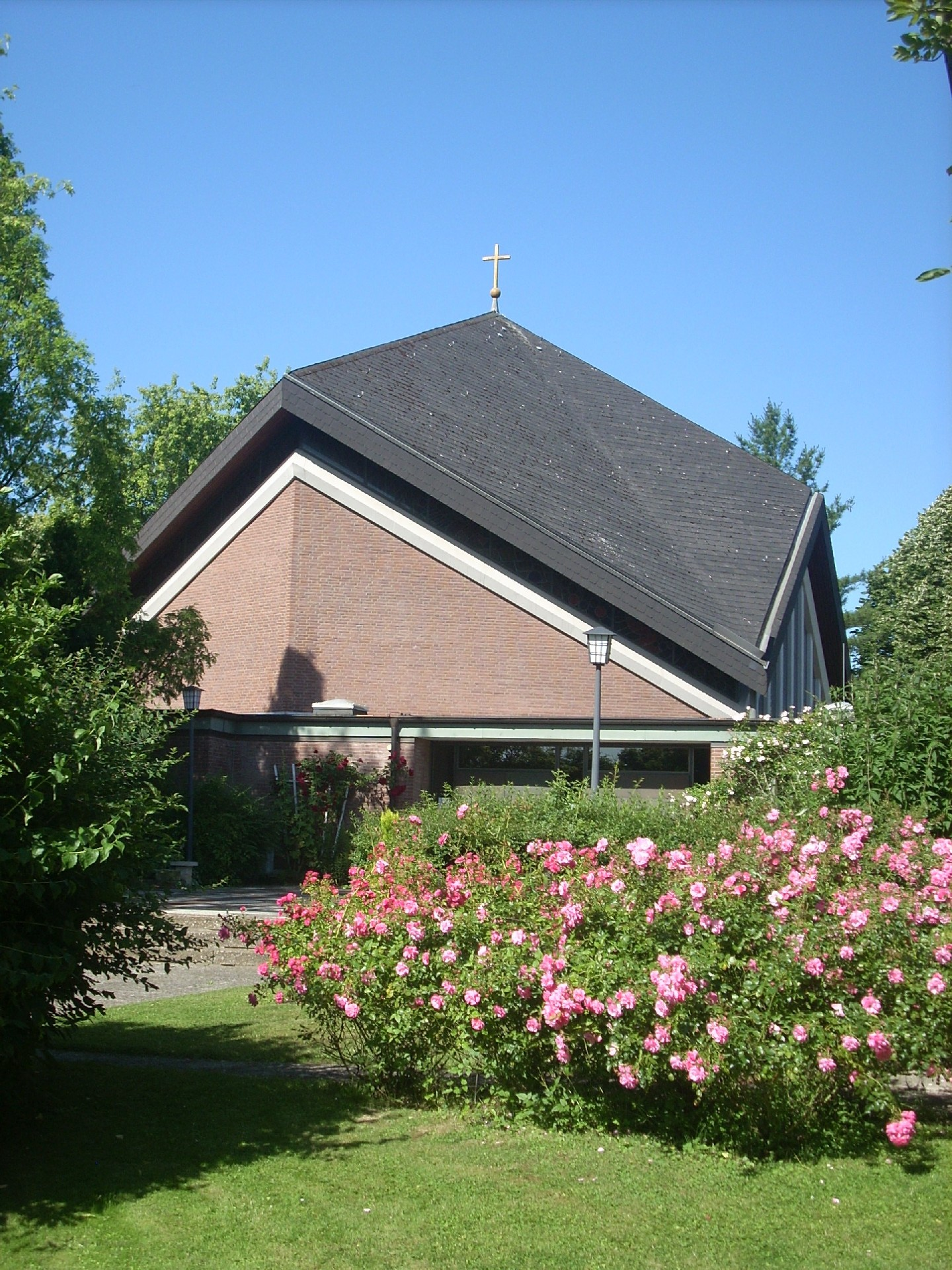
Südeingang

St. Altfrid ist die katholische Kirche im Hildesheimer Stadtteil Ochtersum. Sie gehört heute zur Pfarrei St. Mauritius im Dekanat Hildesheim des Bistums Hildesheim.

## Geschichte
Als ab Anfang der 1960er Jahre im Südwesten Hildesheims neue große Baugebiete entstanden, reichte die Dorfkirche des einstigen Stiftsdorfs Ochtersum, die St.-Godehard-Kirche von 1858, nicht mehr aus. 1987 wurde sie profaniert und dient seither der Denkmalpflege des Bistums als Depot.
Schon 1976/77 wurden im neuen Zentrum des Stadtteils, in der Kurt-Schumacher-Straße 9, die St.-Altfried-Kirche und das angrenzende Pfarrzentrum errichtet. Am 19. März 1977 erfolgte die Weihe der Kirche durch Bischof Heinrich Maria Janssen. Kirchenpatron wurde der Hildesheimer Bischof und Domerbauer Altfrid, da es in Hildesheim, wohin Ochtersum 1971 eingemeindet wurde, mit der Basilika St. Godehard bereits eine St.-Godehard-Kirche gab. Am 1. September 1978 wurde die Pfarrei St. Godehard in St. Altfried umbenannt. Seit 2012 unterstützt der Förderverein St. Altfried e.V. die Pfarrgemeinde.
Seit dem 1. November 2014 gehört die Kirche zur Pfarrei St. Mauritius. Im Zuge dieser Gemeindefusion wurde auch der Name der Kirche von „St. Altfried“ in „St. Altfrid“ korrigiert.

## Architektur und Ausstattung
Die turmlose, in rund 92 Meter Höhe über dem Meeresspiegel gelegene Kirche entstand nach Plänen von Josef Fehlig, ausgeführt als sechseckiger Zentralbau mit Zeltdach. Im Inneren der 320 Sitzplätze bietenden Kirche beeindrucken die hohe und helle Altarwand mit weißer Sonnen- oder Hostienscheibe sowie das große Nordfenster von Paul Corazolla mit dem Motiv des Neuen Jerusalem. Die Bronzefigur des Kirchenpatrons stammt von Hanns Joachim Klug.
Zur bis 2014 bestehenden Pfarrei St. Altfried gehörte auch der gleichnamige Kindergarten (Am Burghof 34), sowie die St.-Nikolaus-Kirche in Barienrode, zu der ebenfalls ein gleichnamiger Kindergarten gehört.

### Orgel

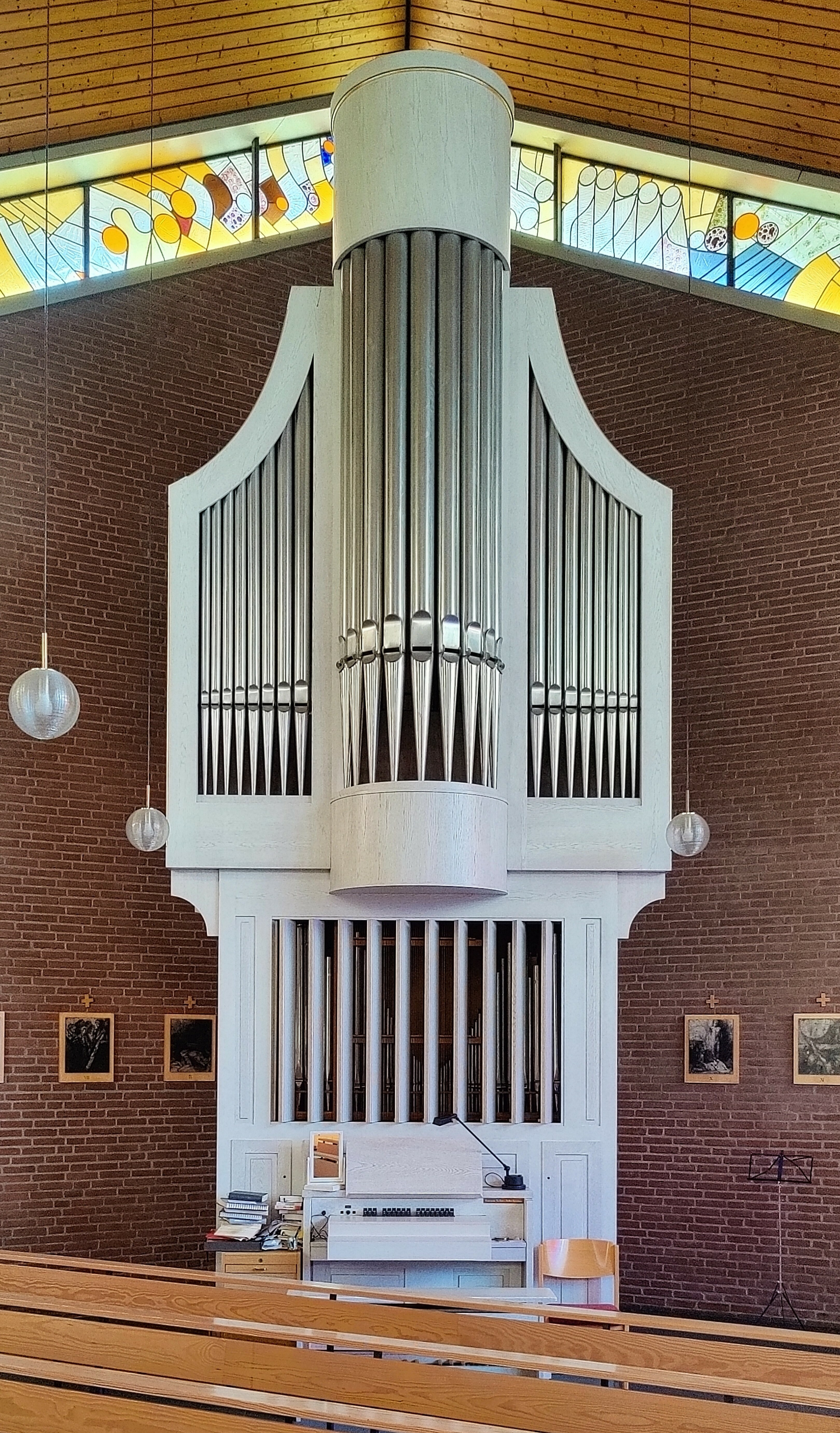
Seifert-Orgel (2022)

Die Orgel in St. Altfrid wurde 1987 von der Orgelbaufirma Romanus Seifert (Kevelaer) für die Kapuzinerkirche in Geldern erbaut. Nach Profanierung der Kirche stand das Instrument bis 2000 in einer anderen Kirche in Geldern und wurde 2008, nach der Profanierung dieser Kirche, für St. Altfrid erworben und durch die Orgelbaufirma Renard (Kevelaer) aufgebaut. Das Instrument verfügt über 16 Register, die auf zwei Manuale und Pedal verteilt sind. Die Disposition lautet wie folgt:
| I Hauptwerk C–g3 |               |       |
| 1.               | Principal     | 8′    |
| 2.               | Gedackt       | 8′    |
| 3.               | Octave        | 4′    |
| 4.               | Flöte         | 4′    |
| 5.               | Superoctave   | 2′    |
| 6.               | Mixtur III–IV | 1 ⁄3′ |

| II Schwellwerk C–g3 |                |       |
| 7.                  | Rohrflöte      | 8′    |
| 8.                  | Salicional     | 8′    |
| 9.                  | Principal      | 4′    |
| 10.                 | Gemshorn       | 4′    |
| 11.                 | Principalflöte | 2′    |
| 12.                 | Sesquialter II | 2 ⁄3′ |
| 13.                 | Oboe           | 8′    |
|                     | Tremulant      |       |

| Pedal C–f1 |          |     |
| 14.        | Subbaß   | 16′ |
| 15.        | Gedackt  | 8′  |
| 16.        | Trompete | 8′  |

- Koppeln: II/I, I/P, II/P; Tremulant in der Frequenz einstellbar